# Дидурик Андрій Іванович
Андрій Іванович Дидурик ( 1877 — ?) — селянський депутат Державної думи Російської імперії II скликання від Подільської губернії.

## Біографія

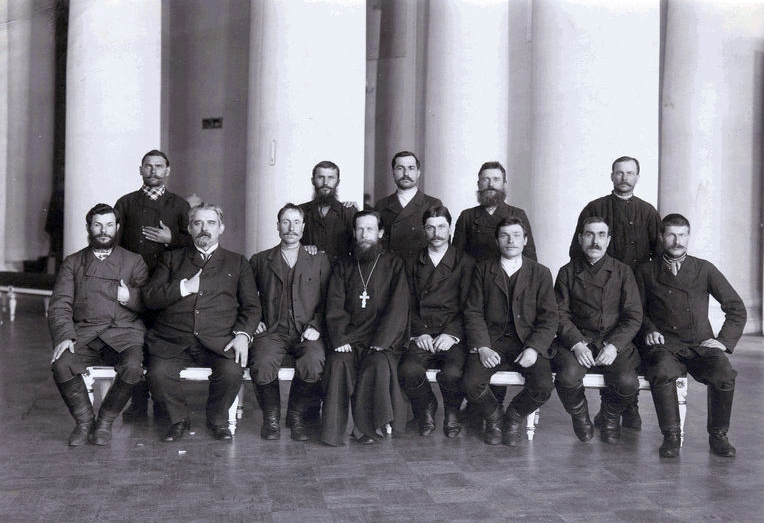
Депутати Державної думи II скликання від Подільської губернії. Стоять: Соловей А.А., Невідомий-1, Невідомий-2, Мороз П.С., Туперко С.Т.; сидять: Семенов А.І., Лісовський В. К., Дидурик А.І., Гриневич А. І., Рогожа П.М., Матвіїв С.К., Зубченко П.С., Дубоніс Ф.Ф.

Українець, православний, селянин села Капустяни Ново-Ушицького повіту .
Здобув початкову домашню освіту, малограмотний. Займався землеробством.
У лютому 1907 року був обраний II Державну думу від Подільської губернії. Входив до Трудової групи та фракції Селянського союзу. 16 квітня 1907р. вийшов зі складу фракції через незгоду з її рішенням голосувати проти урядового законопроекту про контингент новобранців на 1908 рік. 25 травня того ж року увійшов до Української громади.
Подальша доля невідома.